# Kim Takhwan
Dans ce nom coréen, le nom de famille, Kim, précède le nom personnel.
Pour les articles homonymes, voir Kim.
Kim Tak-hwan est un auteur et critique littéraire sud-coréen né le 27 octobre 1968. 

## Biographie
Kim Tak-hwan a abandonné une carrière universitaire pour se consacrer à écrire des romans historiques, qui ont fait l'objet de nombreuses adaptations à la télévision. Grondement de tonnerre (Cheondungsori), L'immortel amiral Yi Sun-sin (Bulmyeorui Yi Sun-sin) et Hwang Jini ont ainsi été adaptés à la télévision coréenne sous la forme de dramas historiques, suivis par les films tirés de Détective K : Le secret de la veuve virtuose, (Yeollyeomunui bimil) et Café russe (Noseo-a Gabi). Les droits de tournage pour ses romans Lisim, une dame de la cour de Joseon à Paris (Lisim, pari-ui joseon gung-nyeo) et L'affaire de meurtre Banggakbon (Banggakbon sarin sageon) ont déjà été acquis par les chaînes de télévision en Corée.

## Œuvre
La plupart de ces récits se déroulent en Corée sous la dynastie Joseon (1392-1910), période qui a longtemps résisté au modernisme et à l'industrialisation généralisée. L'auteur n'a pas pour objectif seulement de retranscrire une vision de l'histoire fidèle à ses contemporains, mais aussi d'établir les liens entre l'histoire ancienne de la Corée et l'évolution de la Corée actuelle. 
L'immortel, un roman en quatre volumes sur Yi Sun-sin, narre l'histoire du célèbre amiral coréen qui remporta de nombreuses batailles maritimes contre l'ennemi japonais (1592-1598), en se focalisant sur sa légende et sur les mésaventures du personnage. Le romancier travaille actuellement sur la suite de ce récit, pour produire finalement un roman s'étalant sur huit volumes intitulé L'immortel Yi Sun-sin (Bulmyeorui Yi Sun-sin). Les dix-neuf derniers jours de Heo Gyun (Heo Gyun, choehu-ui sipgu il) retrace la vie de ce Heo Gyun, un écrivain de la dynastie Joseon, auteur de la fameuse histoire folklorique Hong Gil-dong. Ainsi, l'œuvre se trouve-t-elle concentrée à la fois sur des récits historiques et sur la vie de personnages célèbres ou légendaires de l'histoire ancienne de la Corée.